# Heath Miller (acteur)
Heath Miller (Perth, 3 juli 1980) is een Australische film- en televisieacteur. Hij speelde in 2003 in de dramafilm The Shark Net. Eerder verscheen hij enkele malen in televisieseries. Miller behaalde in 2001 zijn bachelor-diploma in Engels aan de Curtin University of Technology. In 2003 volgde hij acteerlessen aan de Western Australian Academy of Performing Arts.